# Master Wato
Hirai Kawato (川人 拓来 (Kawato Hirai), 13 mars 1997 à Ikeda dans la préfecture de Osaka, est un catcheur japonais qui travaille à la New Japan Pro Wrestling sous le nom de Master Wato (マスター・ワト, Masutā Wato).

## Carrière

### New Japan Pro-Wrestling (2016–2018)
Du 12 octobre au 21 décembre, il participe à la Young Lion Cup 2017, où il termine deuxième avec un record de quatre victoires (battant Tomoyuki Oka, Shota Umino, Ren Narita, et Tetsuhiro Yagi) et une défaite contre le vainqueur du tournoi Katsuya Kitamura pour finir à la deuxième place,.

### Consejo Mundial de Lucha Libre (2018–2020)
Le 23 juin 2019, lui et Audaz gagnent une Battle Royal et remportent le droit de s'affronter pour le CMLL World Super Lightweight Championship. Le 30 juin, il bat Audaz et remporte le titre.

### Retour à la New Japan Pro-Wrestling (2020–...)
Il participe ensuite avec Golden☆Ace (Hiroshi Tanahashi et Kōta Ibushi) au tournoi pour couronner les nouveaux NEVER Openweight 6-Man Tag Team Champions. Lors du premier tour, ils battent Suzuki-gun (Taichi, Yoshinobu Kanemaru et Zack Sabre, Jr.). Lors du second tour, ils sont éliminées du tournoi à la suite de leur défaite contre Chaos (Hirooki Goto, Tomohiro Ishii et Yoshi-Hashi).
Lors de Wrestle Kingdom 15 In Tokyo Dome - Tag 2, lui et Ryusuke Taguchi perdent contre Suzuki-gun (El Desperado et Yoshinobu Kanemaru) et ne remportent pas les IWGP Junior Heavyweight Tag Team Championship.
Le 19 février 2022, lui et Ryusuke Taguchi battent Robbie Eagles et Tiger Mask dans un Four Way Match qui comprenaient également Bullet Club (El Phantasmo et Taiji Ishimori) et Suzuki-gun (El Desperado et Yoshinobu Kanemaru) pour remporter les IWGP Junior Heavyweight Tag Team Championship,.
En 2023, il remporte la trentième édition du tournoi Best of the Supers Juniors, battant Mike Bailey en demi-finale le 26 mai, puis Titán en finale le 28 mai. Cette victoire au tournoi lui octroie une chance au titre IWGP Junior Heavyweight Championship détenu par Hiromu Takahashi lors de Dominion 6.4 le 4 juin 2023 mais Master Wato perd le combat.

## Palmarès
- Consejo Mundial de Lucha Libre
  - 1 fois CMLL World Lightweight Championship

- New Japan Pro Wrestling
  - 1 fois IWGP Junior Heavyweight Tag Team Championship avec Ryusuke Taguchi
  - Best of the Supers Juniors (2023)

## Récompenses des magazines
- Pro Wrestling Illustrated

| Année | 2017 | 2018 - 2021 | 2022 | 2023 |
| ----- | ---- | ----------- | ---- | ---- |
| Rang  | 436  | Non classé  | 478  | 86   |

- Wrestling Observer Newsletter

| # | Résultat | Adversaire | Évènement                     | Date        | Durée | Lieu                                     | Notes                                                                                   |
| - | -------- | ---------- | ----------------------------- | ----------- | ----- | ---------------------------------------- | --------------------------------------------------------------------------------------- |
| 1 | Victoire | Titán      | Best of the Super Jr.30 Final | 28 mai 2023 | 24:48 | Ota City General Gymnasium, Tokyo, Japon | En finale du tournoi Best of the Supers Juniors. Ce match obtient la note de 5 étoiles. |